# Kungsbacka HC
Kungsbacka HC var en ishockeyklubb i Kungsbacka kommun, Halland. Klubben bildades 1967 under namnet KBA-67 efter en sammanslagning av ishockeysektionerna i Kungsbacka IF respektive IFK Kungsbacka. Föreningen nådde som bäst Sveriges näst högsta serie, dåvarande Division I säsongerna 1984/1985 och 1985/1986. De följande tio åren tävlade föreningen med Hanhals HF om att vara bästa ishockeyförening i Kungsbacka. 
1990 bytte KBA-67 namn till Kungsbacka HC. 

## HK Kings
1996 slogs laget ihop med Hanhals HF och bildade Hanhals/Kungsbacka IF. 1998 byttes namnet till HK Kings. Samma år drog sig Hanhals ur samarbetet och återbildades som Hanhals IF. Föreningen A-lag spelade i Division 1 säsongerna 1999/2000, 2000/2001 och 2001/2002.
HK Kings damlag spelade från säsongen 2003/2004 i Division 1 och tog sig säsongen 2006/2007 till kvartsfinal i SM-slutspelet genom att vinna Division 1 södra.  I kvartsfinalen mötte man Örebro och förlorade med 1–3.
Föreningens herrlag spelade säsongen 2010/2011 i division 3 varefter föreningen upphörde. 

## Nystartade Kungsbacka HC
Säsongen 2016/2017 bildades en ny förening med ett J18-lag med spelare som främst hämtats från Hanhals IF. Den nya föreningen tog det gamla namnet Kungsbacka HC. Sedan 2018 har det nystartade Kungsbacka HC även ett seniorlag i division 3. 